# Erling Torkelsen

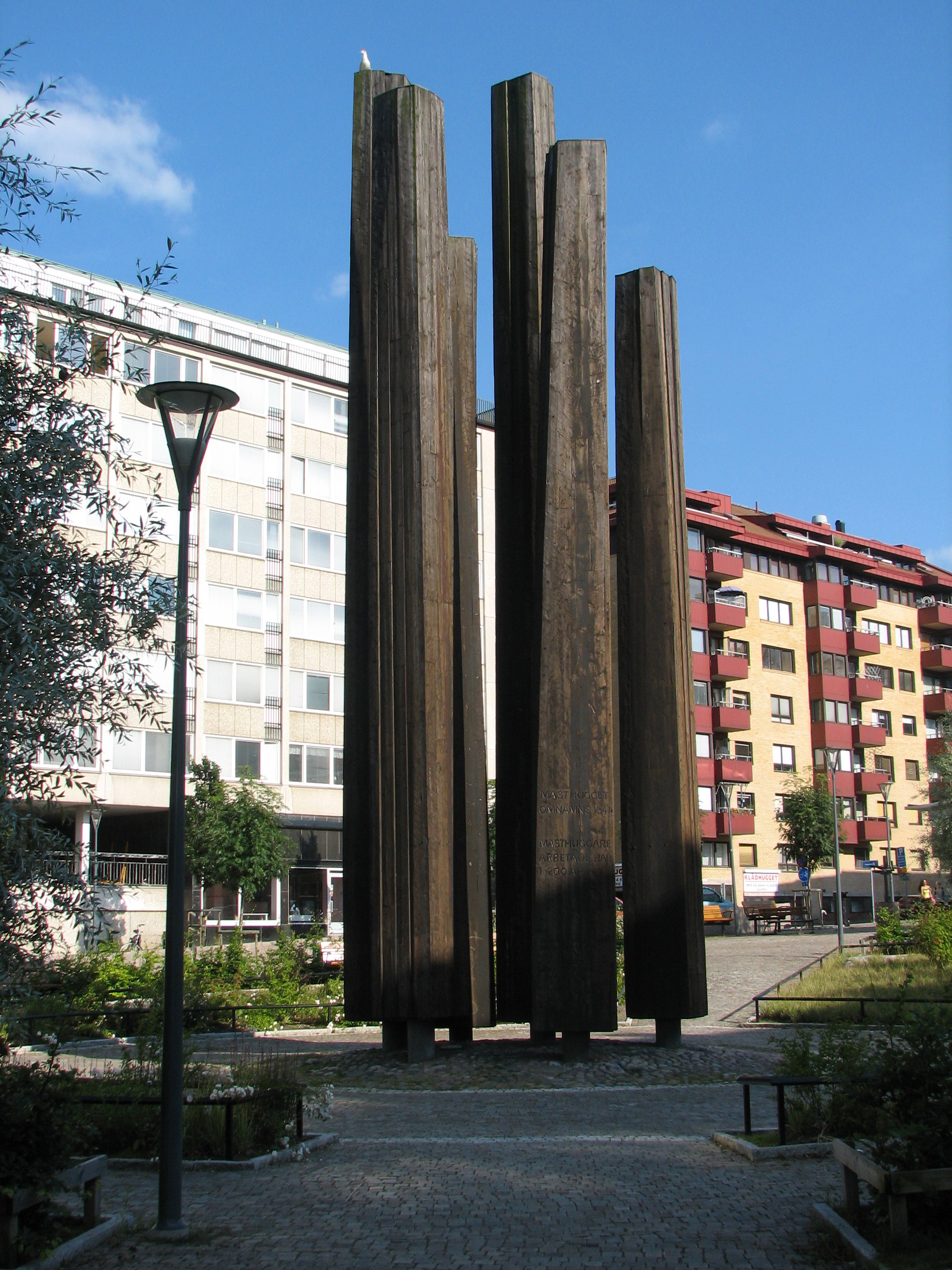
Masterna i Göteborg

Erling Emil Torkelsen, född 27 februari 1919 i Stavanger, död 7 november 1987 i Göteborg, var en norsk-svensk skulptör.
Torkelsen var efter konststudier verksam på Island till 1945 då han flyttade Sverige och fortsatte sina studier vid Slöjdföreningens skola i Göteborg. Han anställdes som lärare i skulptur vid Slöjdföreningens skola 1959. Som konstnär medverkade han i Göteborgs konstförenings Decemberutställningar på Göteborgs konsthall och i utställningen Nutida svensk skulptur på Liljevalchs konsthall samt sommarutställningar på Mässhuset i Göteborg. 
Torkelsen skapade 1971 träskulpturen Masterna, placerad mitt på Masthuggstorget i Göteborg. Han påbörjade arbetet med de sju masterna år 1968.
På en av masterna står ristat: "Masthugget omnämns 1647. Masthuggare arbetade här i 200 år. Erling Torkelsen högg dessa master 1971. C F Lindbergs Donationsfond." Torkelsen är representerad vid bland annat Göteborgs konstmuseum.
Torkelsen är begravd på Eiganes gravlund i Stavanger, tillsammans med sin far Ole Torkelsen och sin mor Regine, ogift Svandal.